# Mahl (Feldmaß)
Das Mahl war ein altes Feldmaß im Kanton Graubünden in der Schweiz. Zwei verschiedene Werte kennzeichneten das Mass.
Als Ackermass war 
- 1 Mahl = 400 Quadratklafter = 17 ⅔ Ar[1]

Bei der Vermessung von Weinbergen war
- 1 Mahl = 250 Quadratklafter = 11 1/40 Ar[1]